# Stoeba exostotica
Stoeba exostotica är en svampdjursart som först beskrevs av Schmidt 1868.  Stoeba exostotica ingår i släktet Stoeba och familjen Pachastrellidae. Inga underarter finns listade i Catalogue of Life.